# Hasting
Hasting eller Håstein var en nordisk viking som levde under 800-talet. I västeuropeiska källor beskrivs han som den mest fruktansvärde av vikingahövdingarna. Det sägs att han ofta försökte göra sitt namn känt men var ändå väldigt försiktig. Han skall tillsammans med Lodbrokssönerna ha härjat i Medelhavsområdet åren 859–861 och även hemsökt England under 890-talet.